# Cem Pamiroğlu
Cem Pamiroğlu (* 17. September 1957 in Istanbul) ist ein ehemaliger türkischer Fußballspieler. Durch seine langjährige Tätigkeit für Fenerbahçe Istanbul wird er sehr stark mit diesem Verein assoziiert. Auf Fan- und Vereinsseiten wird er als einer der bedeutendsten Spieler der Klubgeschichte aufgefasst. Mit 279 Erstligaeinsätzen für Fenerbahçe ist er nach Müjdat Yetkiner (429 Einsätze) und Rüştü Reçber (293 Einsätze), der Spieler mit den dritthäufigsten Süper-Lig-Einsätzen der Vereinsgeschichte. Darüber hinaus war er von Sommer 1983 bis Sommer 1985 bei Fenerbahçe als Mannschaftskapitän tätig.

## Spielerkarriere

### Verein
Pamiroğlu kam 1957 in der türkischen Weltmetropole Istanbul auf die Welt und begann mit dem Fußballspielen in der Jugend von Fenerbahçe Istanbul. Hier wurde er 1975 für die türkische U-18-Nationalmannschaft berufen und spielte anschließend regelmäßig für die türkische Jugendnationalmannschaft. Zur Saison 1976/77 wurde er vom damaligen Cheftrainer Ilie Datcu in die Profimannschaft aufgenommen und bestritt sein erstes Spiel während der TSYD-Pokal-Begegnung gegen Adanaspor. Mit dem Gewinn dieses vorsaisonalen Turniers konnte er mit seinem Verein auch seinen ersten Titelgewinn verbuchen. Während er in den Pokalwettbewerben regelmäßig zum Einsatz kam, wurde er in der Liga von Datcu kaum berücksichtigt. Erst mit dem Weggang Datcus und der Einstellung des neuen Trainers Tomislav Kaloperović eroberte sich Pamiroğlu einen Stammplatz und behielt diesen, verletzungsbedingte Ausfälle ausgenommen, bis zu seinem Karriereende. Seine erste Meisterschaft feierte er in seiner zweiten Saison, in der Saison 1977/78.
Die nachfolgenden Jahre konnte sich Pamiroğlu mit seinem Verein im Kampf um die Vorherrschaft im türkischen Fußball nicht durchsetzen. In den vier Jahren zwischen 1978 und 1982 konnte man lediglich einmal im Sommer 1979 den türkischen Fußballpokal und am Saisonende 1980/81 den Premierminister-Pokal gewinnen. Zwar wurde man in dieser Zeit dreimal TSYD-Pokalsieger, jedoch wurde diesem Pokal kein großes Prestige zugesprochen.
Erst wieder in der Spielzeit 1982/83 setzte sich Fenerbahçe gegen die anderen Konkurrenten durch und konnte mit dem Sieg der türkischen Meisterschaft und des Türkischen Fußballpokal das Double im türkischen Fußball erreichen. Zusätzlich gewann man noch das vor der Saison ausgetragene TSYD-Turnier. Nach diesen Erfolgen erklärte der langjährige Mannschaftskapitän Alpaslan Eratlı zum Saisonende das Ende seiner aktiven Spielerkarriere und übergab Pamiroğlu die Kapitänsbinde. In seiner ersten Saison als Kapitän verlor Pamiroğlu mit seiner Mannschaft das Meisterschaftsrennen an den damals großen Konkurrenten Trabzonspor. In der Türkischen Supercup-Begegnung der gleichen Saison konnte man sich mit einem 1:0-Sieg gegen Trabzonspor durchsetzen. In der Spielzeit 1984/85 konnte Pamiroğlu das dritte Mal in seiner Karriere und das erste Mal als Mannschaftskapitän die türkische Meisterschaft holen und obendrein den Türkischen Supercup-Titel bei einer Partie gegen den Erzrivalen Galatasaray Istanbul verteidigen. Die nachfolgende Spielzeit erreichte Fenerbahçe Istanbul weit abgeschlagen nur einen fünften Tabellenplatz und beendete die Spielzeit titellos.
Die Saison 1986/87 begann sowohl für Pamiroğlu als auch seinen Verein enttäuschend. Zunächst verlor Pamiroğlu seine Kapitänsbinde an Müjdat Yetkiner, anschließend startete Fenerbahçe nicht gut in die Liga. Zu Saisonbeginn ließ der Verein Leistungsträger wie Erdoğan Arıca, Yaşar Duran, İlyas Tüfekçi, Selçuk Yula, Engin Verel und İlyas Tüfekçi gehen. Zwar wurden mehrere neue Spieler geholt, jedoch zeigten diese nicht die erwartete Leistung. Als Trainer engagierte man den als streng geltenden Branko Stanković. Dieser überwarf sich sofort mit den Spielern, in dem er von ihnen erwartete, ihre Ernährung explizit nach seinen Vorstellungen umzustellen. So erwartete er von ihnen rohes Fleisch zu essen. In der Mannschaft herrschte eine Missstimmung die z. B. durch eine Prügelei zwischen dem Kapitän Müjdat Yetkiner und Abdülkerim Durmaz gipfelte. Obendrein wurde der Trainer Branko Stanković während jeder Begegnung von den Fans zum Rücktritt aufgefordert. Stanković bekam von der Vereinsführung volle Rückendeckung. So erklärte Stanković die beiden Spieler Abdülkerim Durmaz und Cem Pamiroğlu als Unruhestifter und Saboteure seines Führungsstils und suspendierte beide. Während Durmaz sich mit Stanković versöhnte, blieb eine Versöhnung mit Pamiroğlu aus. Pamiroğlu verhandelte bereits mit mehreren Vereinen der Süper Lig.
Ende November 1986 verließ Pamiroğlu nach zehnjähriger Tätigkeit Fenerbahçe und wechselte innerhalb der Liga zu Sarıyer SK. Hier etablierte er sich sofort als Führungsspieler und sorgte mit dafür, dass sein Verein nach den großen drei Istanbuler Vereinen Fenerbahçe, Beşiktaş und Galatasaray die viertstärkste Mannschaft aus Istanbul wurde. Man befand sich fast immer in der oberen Tabellenhälfte und erreichte in der Spielzeit 1988/89 gar den vierten Tabellenplatz und wiederholte damit die beste Platzierung in der Vereinsgeschichte aus der Saison 1985/86. Er spielte bis zum Sommer 1990 für diesen Verein und erklärte anschließend das Ende seiner aktiven Fußballerlaufbahn. Pamiroğlu verabschiedete sich am 16. August 1980 mit einem Abschiedsspiel, in dem Fenerbahçe Istanbul und Sarıyer SK aufeinander trafen, von der Fußballbühne.

### Nationalmannschaft
Pamiroğlu spielte das erste Mal für die türkische Nationalmannschaften für die türkische U-18-Nationalmannschaft am 12. Februar 1975 bei einer Freundschaftsbegegnung gegen die rumänische U-18-Nationalmannschaft. Fortan gehörte er für die nächsten zweieinhalb Jahre zum regelmäßigen Kader der türkischen U-18. Mit dieser nahm er auch an der U-18-Fußball-Europameisterschaft 1976 in Ungarn teil, schied aber mit seiner Mannschaft bereits in der Gruppenphase aus dem Turnier aus.
Anschließend spielte er sechs Mal für die türkische U-21-Nationalmannschaft. Mit dieser Mannschaft nahm er 1977 am Balkan-Cup teil, konnte aber keine Platzierung unter den ersten drei erreichen.
Sein Länderspieldebüt für die türkische A-Nationalmannschaft gab er am 6. April 1977 während einer Freundschaftsbegegnung gegen die finnische Nationalmannschaft. Fortan zählte er ein Jahrzehnt lang zu den regelmäßig eingesetzten Spielern. Er nahm mit der Nationalmannschaft an der Qualifikation zur Europameisterschaft 1980, Qualifikation zur Weltmeisterschaft 1982, Qualifikation zur Europameisterschaft 1984 und der Qualifikation zur Weltmeisterschaft 1986 teil, konnte sich aber mit seiner Mannschaft für keines der Turniere qualifizieren.
Sein letztes Länderspiel machte er am 14. November 1984 während eines WM-1986-Qualifikationsspiels gegen die englische Nationalmannschaft. Bei diesem Spiel verlor die Türkei durch seine desolate Leistung im heimischen Inönü-Stadion mit 0:8 und kassierte damit eine der schwersten Niederlagen der Verbandsgeschichte. Pamiroğlu wurde als einer der Abwehrchefs zu den Hauptverantwortlichen der Niederlage erklärt. Dennoch wurde er für ein EM-1988-Qualifikationsspiel ebenfalls gegen England für die türkische Nationalmannschaft nominiert, saß aber bei dieser Begegnung auf der Ersatzbank.

## Trainerkarriere
Zwei Jahre nach dem Ende seiner aktiven Spielerlaufbahn entschied er sich für eine Trainerlaufbahn. So arbeitete er als erste Tätigkeit in der Saison 1992–1993 als Jugendtrainer in der Nachwuchsabteilung von Fenerbahçe Istanbul. Anschließend wurde er im Sommer zu Co-Trainer ernannt und assistierte im Folgenden dem Cheftrainer Holger Osieck.
Zum Frühjahr 1996 übernahm er als erste Cheftrainertätigkeit den Zweitligisten Orduspor und betreute diesen bis zum Saisonende. Im Anschluss übernahm er zusammen mit Rıza Çalımbay den Cheftrainerposten der Türkische U-21-Nationalmannschaft und blieb zwei Jahre in dieser Position.
Zum Sommer 1998 trainierte er den damaligen Zweitligisten Ağrıspor und ein Jahr später den Zweitligisten Çaykur Rizespor. Später trainierte er noch die Vereine Şekerspor und Göztepe Izmir.
2005 übernahm er die türkische U-19-Nationalmannschaft. Mit dieser nahm er an der U-19-Fußball-Europameisterschaft 2006 teil und schied hier bereits in der Gruppenphase aus. Weil in der Mannschaft solche hoch gehandelten Spieler wie Serdar Özkan, Arda Turan, Aydın Yılmaz und Mehmet Güven vorhanden waren, wurde Pamiroğlu aufgrund der enttäuschenden Leistung kritisiert. Kurze Zeit später trennte er sich von diesem Posten.
Zum Frühjahr 2008 übernahm Pamiroğlu den damaligen Drittligisten Çanakkale Dardanelspor und betreute diesen bis zum Saisonende.

## Erfolge

### Als Spieler
- Mit Fenerbahçe Istanbul
  - Türkischer Meister (3): 1977/78, 1982/83, 1984/85
  - Türkischer Pokalsieger (2): 1979, 1983
  - Türkischer Supercup (4): 1984, 1985
  - Başbakanlık Kupası (2): 1977, 1980
  - TSYD Kupası (8): 1975, 1976, 1978, 1979, 1980, 1982, 1985, 1986
- Türkische U-18-Nationalmannschaft:
  - Teilnahme an der U-18-Fußball-Europameisterschaft (1): 1976